# Хеморфини
Хеморфини су класа природних, ендогених опиоидних пептида који се налазе у крвотоку, а потичу из β-ланца хемоглобина. Они имају антиноцицептивне ефекте путем активације опиоидних рецептора, а неки такође могу играти улогу у крвном притиску кроз инхибицију ензима који конвертује ангиотензин (АЦЕ), као и да изазову повећање нивоа ендогеног енкефалина.

## Опште информације
Хеморфини су ендогени пептиди који су такође познати као „некласични“ или „атипични“ опиоидни пептиди. Настају у физиолошким или патолошким  (запаљењским) стањима протеолизом хемоглобина. Они се могу ослободити из готово било ког од ланаца хемоглобина (бета-, капа-, делта- или епсилон-ланца) осим алфа ланца.
Биохемијском анализом потврђено је присуство значајне концентрације хеморфина у хуманој хипофизи,, хипоталамусу говеда, говеђем мозгу, надбубрежним жлездама, као и другим органима и телесним течностима. Висока стабилност ових пептида у плазми или ткивима и њихова широка дистрибуција могу указивати на значајну улогу ових пептида у различитим процесима.
Хеморфини се могу произвести ин витро ендогеним лизозомалним протеазама, пепсином, панкреасном еластазом или катепсином Д.
Још увек је неизвесно који су ензими одговорни за стварање хеморфина из ланаца хемоглобина. Претпоставља се да се ови пептиди могу ослободити и из других, до сада непознатих, протеина Недавна, темељна истраживања недвосмислено показује да хеморфини заиста потичу из ланаца хемоглобина.
Опиоидна својства неколико пептида, укључујући хеморфине, бета-казоморфине и цитокрофине који показују  способност да инхибирају везивање можданог пептида Тир-МИФ-1 (Тир-Про-Леу-Гли-НХ2) за места високог афинитета у мозгу пацова. Генерално, сви фрагменти хеморфина се везују за му-опиоидни рецептор. Међутим, различите секвенце се такође могу везати за друге типове рецептора, као што су делта или сигма места, иако у мањој мери. Даља истраживања су показала да ови пептиди такође могу одржавати равнотежу између опијатних и антиопијатских активности. Горе поменути пептиди су вештачки генерисани из хемоглобина.
Посебан фокус је био усмерен на идентификацију ендогеног ЛВВ-Х7 у телесним течностима. У физиолошким условима, ЛВВ-Х7 се не може детектовати у хуманој цереброспиналној течности. Насупрот томе, церебрално крварење изазива ослобађање овог пептида до веома високог нивоа у  цереброспиналној течности (који је процењен на 115–300 пмол/мЛ). Ово запажање је довело до изолације и идентификације ове секвенце секвенцирањем гасне фазе и директним секвенционирањем масеном спектрометријом, а такође и без опсежног претходног раздвајања.

## Примери
Неки примери хеморфина укључују хеморфин-4, спинорфин и валорфин.